# Guerres algéro-tunisiennes
Les guerres algéro-tunisiennes sont une série de conflits entre deux régences ottomanes, celle d'Alger et celle de Tunis.

## Circonstances
En effet, l'établissement des deux États ottomans se fait sur les décombres de l'Ifriqiya des Hafsides de Tunis. En poussant à l'est, la régence d'Alger rattache dès le XVIe siècle le Constantinois à son territoire. Toutefois, certaines tribus de l'est algérien gardent des liens avec Tunis au XVIe siècle puis au XVIIe siècle. D'autre part, les deys d'Alger ont en mémoire le souvenir de leurs prédécesseurs, les beylerbeys d'Alger, qui exerçaient leur autorité sur Tunis au XVIe siècle,.

## Conflits
Divers conflits ont lieu au XVIIe siècle, à l'issue desquels les deys d'Alger affermissent leur autorité sur le Constantinois et imposent un tribut à Tunis à la suite de la capture du bey de Tunis, Ibrahim lors de la bataille du Kef, :
- Guerre algéro-tunisienne de 1628 ;
- Guerre algéro-tunisienne de 1694 ;
- Guerre algéro-tunisienne de 1700 ;
- Guerre algéro-tunisienne de 1705 ;

Les conflits du XVIIIe siècle puis du XIXe siècle débouchent sur un traité de paix en 1817, où les deux belligérants se reconnaissent à égalité : Alger renonce au paiement de tout tribut par Tunis et de part et d'autre l'on renonce à toute prétention territoriale :
- Guerre algéro-tunisienne de 1735 ;
- Guerre algéro-tunisienne de 1756 ;
- Guerre algéro-tunisienne de 1807 ;
- Guerre navale algéro-tunisienne de 1811 ;
- Guerre algéro-tunisienne de 1813.